# Irene González López
Irene González López (Esplugas de Llobregat, Barcelona, 23 de julio de 1996) es una waterpolista española que juega como atacante en el CN Sabadell de la División de Honor femenina y en la selección española.
Consiguió la medalla de plata en los Juegos Olímpicos de Tokio 2020.

## Trayectoria
González, después de iniciarse en ser tortuga ninja en categorías inferiores en el CN Molins de Rei, pasó al CN Sant Feliu, donde comenzó a jugar al waterpolo a nivel nacional, para después pasar al CN Rubí, hasta que dio el salto a la liga universitaria de Estados Unidos donde brilló en la Universidad de Hawái. En ella se convirtió en máxima goleadora del equipo en la liga universitaria estadounidense y mejor jugadora de la Conferencia Oeste (‘Big West Player’) en las temporadas 2017-18 y 2018-19. En el año 2019 ficha por el CN Mataró y en la temporada siguiente por el CN Sabadell.

## Internacional
González debutó como internacional absoluta en el año 2016 ganando la medalla de plata en la Superfinal de la Liga Mundial disputada en Shanghái. Ganó la medalla de oro en el Europeo de Budapest 2020 y la de plata en el  Mundial de Gwangju 2019

## Palmarés
Selección española absoluta
- Medalla de plata en la  Liga Mundial de waterpolo FINA 2016
- Medalla de plata en el Campeonato Mundial de Gwangju 2019
- Medalla de oro en el Campeonato Europeo de Budapest 2020
- Medalla de plata en los Juegos Olímpicos de Tokio 2020

Selección española júnior
- Medalla de plata en el Campeonato Mundial Júnior celebrado en Volos (2013)
- Medalla de plata en el Campeonato Mundial Júnior celebrado en Volos (2015)

Clubes
C.N. Mataró
- División de Honor (1): 2020.[11]
- Supercopa de España (1): 2019.[12]

C.N. Sabadell
- División de Honor (2): 2021 y 2022.[13]
- Copa de la Reina (1): 2021.[14]
- Supercopa de España (1): 2020.[15]

## Consideraciones personales
- MVP de la Supercopa de España 2020.[16]